# Leontine Sagan
Leontine Sagan, właśc. Leontine Schlesinger (ur. 13 lutego 1889 w Wiedniu, zm. 20 maja 1974 w Pretorii) – austriacka aktorka i reżyserka teatralna i filmowa. Jest jedną z pierwszych kobiet zajmujących się filmem w historii kinematografii.
Jej pierwszym i najbardziej znanym z jej filmów są Dziewczęta w mundurkach (Mädchen in Uniform) z 1931 r. Film uważany jest za przełomowy również ze względu na poruszaną tematykę, zajmował się bowiem miłością pomiędzy kobietami, nauczycielką i uczennicą. Sagan sama była lesbijką.
Debiutancki film Sagan wzbudzał protesty, ale z alternatywnym zakończeniem mającym wychwalać pronazistowskie ideały, ukazał się w dystrybucji w Niemczech. Ostatecznie zakazano jego wyświetlania jako zbyt "dekadencki" i przez to niepożądany dla nazistowskich władz. Sagan uciekła z Niemiec tuż po tym fakcie. Krótko pracowała nad filmami z Alexandrem Kordą w Anglii, później przeniosła się do Republiki Południowej Afryki gdzie założyła Teatr Narodowy w Johannesburgu. Zmarła w Pretorii w 1974 roku w wieku 85 lat.

## Filmografia
- 1946: Gaiety George – reżyseria
- 1932: Men of Tomorrow – reżyseria i montaż
- 1931: Dziewczęta w mundurkach (Mädchen in Uniform) – reżyseria